# Verleihung des Nestroy-Theaterpreises 2008

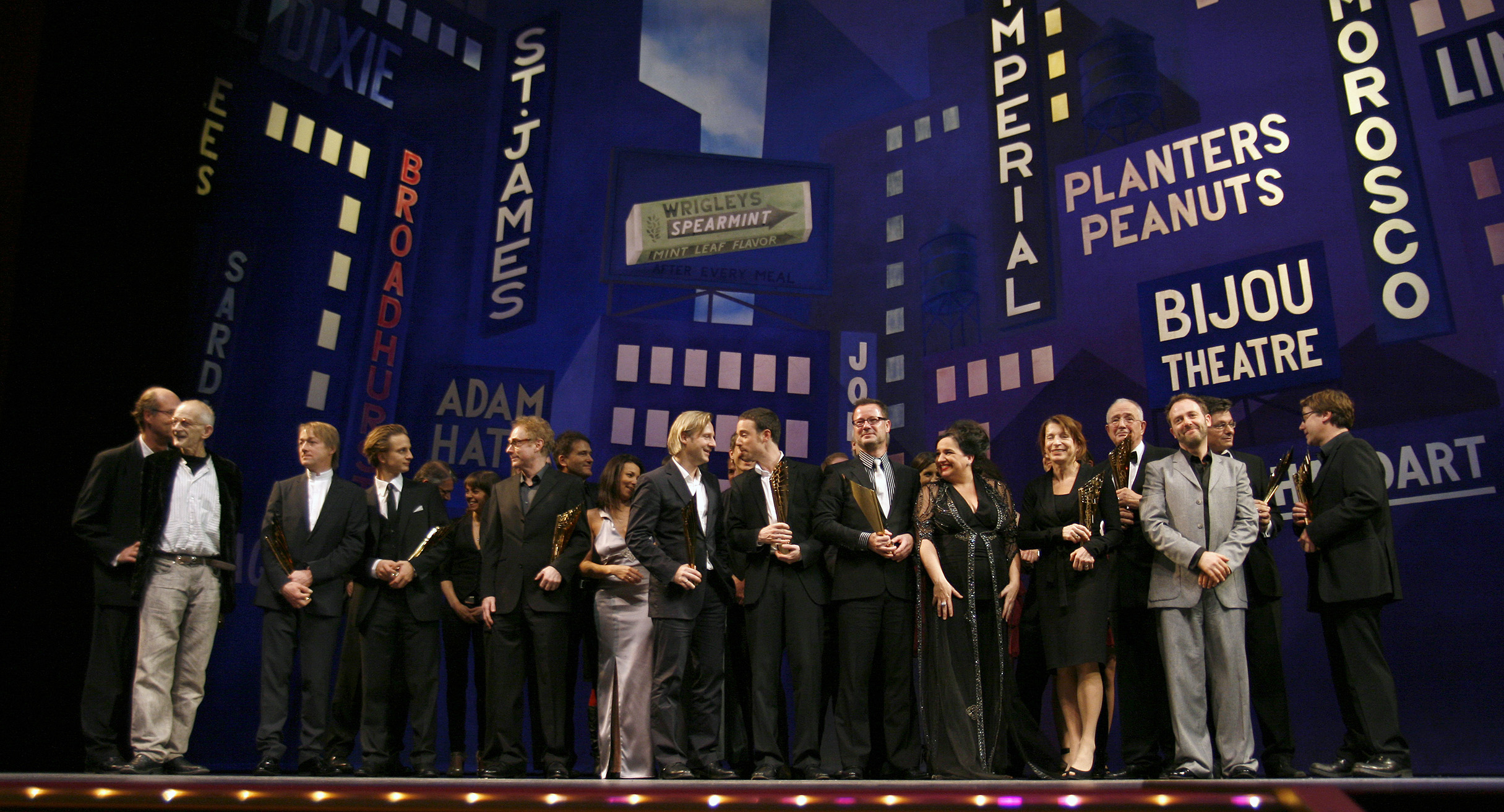
Die Preisträger und Nominierten des Jahres 2008 (Kulisse des Musicals The Producers)

Die Nestroyverleihung 2008 war die neunte Verleihung des Nestroy-Theaterpreises und fand am 20. November 2008 im Etablissement Ronacher statt. Von den Gewinnern in den insgesamt elf Kategorien wurden drei schon im Vorfeld, die restlichen acht erst bei der Verleihungs-Gala bekannt gegeben.
Als Moderatorin der Gala fungierte Maria Happel.

## Ausgezeichnete und Nominierte 2008
| Meiste Nestroys:      | Verbrennungen (3 Nestroys)    |
| Meiste Nominierungen: | Freier Fall (4 Nominierungen) |

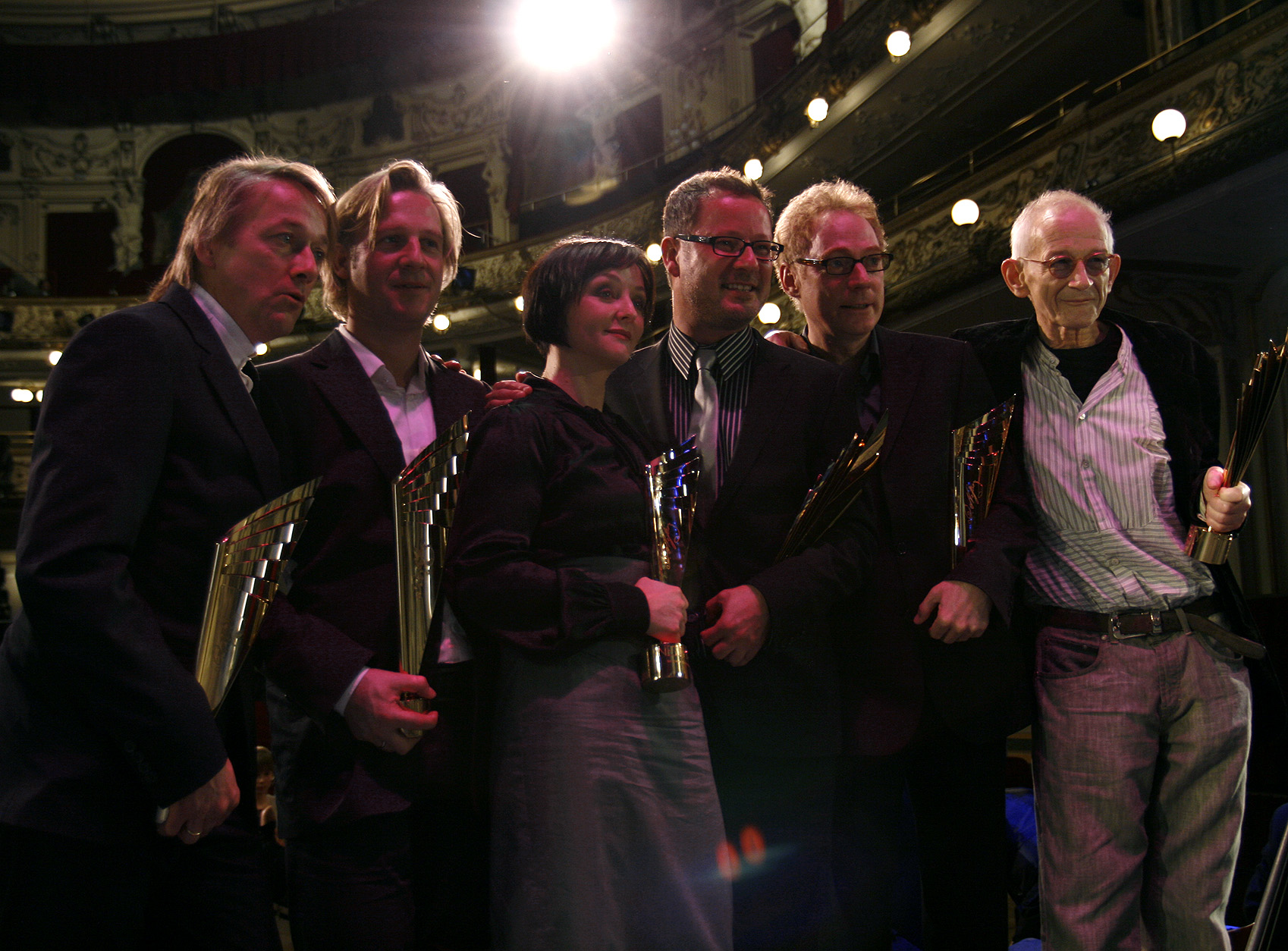
V. l. n. r.: Markus Hering, Stefan Bachmann, Regina Fritsch, Andreas Beck, André Pohl und Gert Jonke

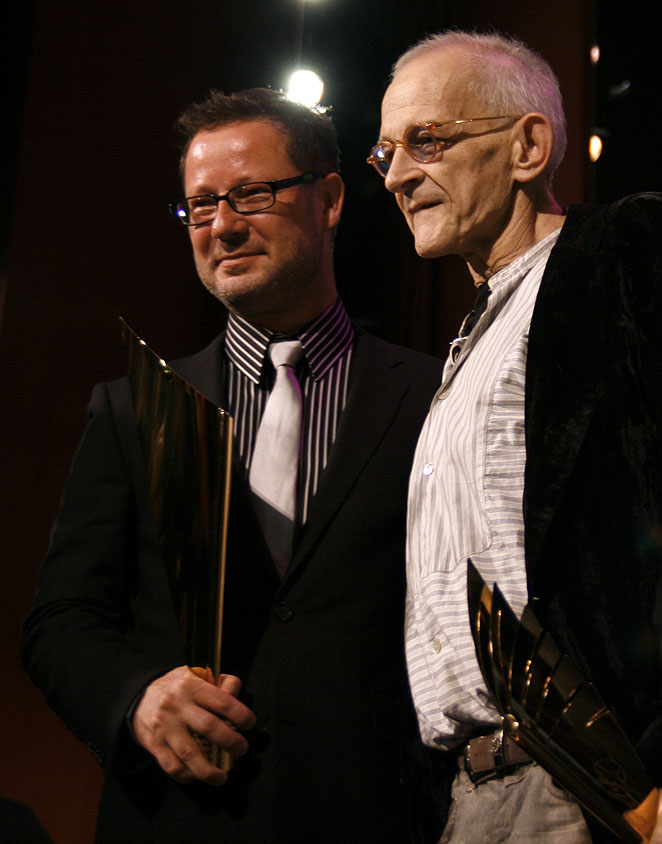
Andreas Beck (l.) und Gert Jonke

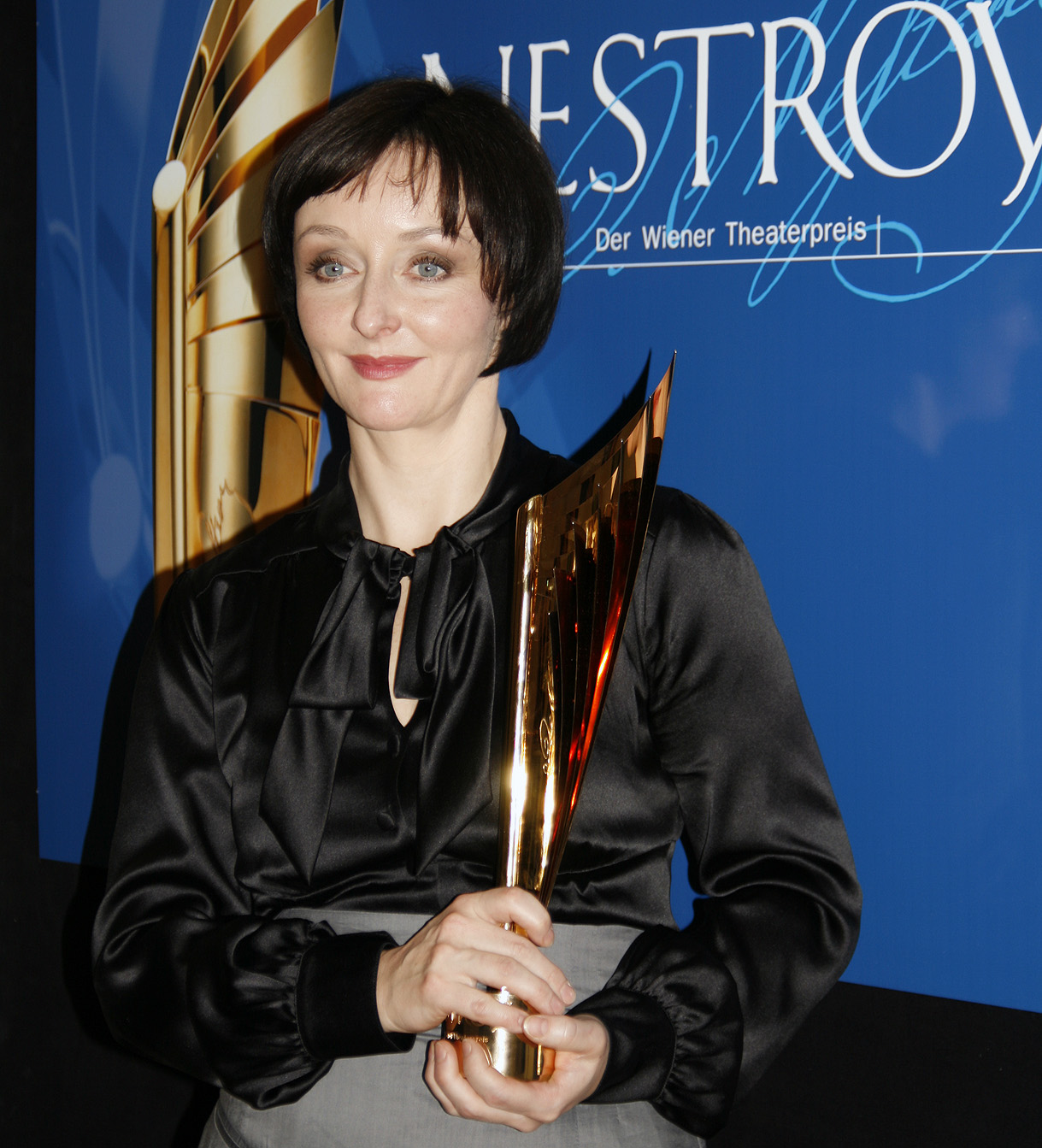
Regina Fritsch

Es sind alle Nominierten des Jahres angegeben, der Gewinner steht jeweils zuoberst. Die Verleihung des Nestroy 2008 bezieht sich auf die Theatersaison 2007/08.

### Beste deutschsprachige Aufführung
Die Ratten von Gerhart Hauptmann – Inszenierung: Michael Thalheimer – Deutsches Theater Berlin
Das letzte Feuer von Dea Loher – Inszenierung: Andreas Kriegenburg – Thalia Theater
Der Sturm von William Shakespeare – Inszenierung: Stefan Pucher – Münchner Kammerspiele

### Beste Regie
Stefan Bachmann – Verbrennungen – Akademietheater/Burgtheater
Christiane Pohle – Freier Fall – Akademietheater/Burgtheater
Nicolas Stemann – Die Räuber – Salzburger Festspiele/Thalia Theater

### Beste Ausstattung
Viktor Bodó – Alice – Schauspielhaus Graz
Hyun Chu – Clavigo – Volkstheater (Wien)
Rolf Langenfass – Nächstes Jahr - gleiche Zeit – Wiener Kammerspiele

### Beste Schauspielerin
Regina Fritsch – Verbrennungen (Nawal) – Akademietheater/Burgtheater
Sandra Cervik – Reigen (Frauenrollen) – Theater in der Josefstadt
Andrea Wenzl – Alice (Alice) – Schauspielhaus Graz

### Bester Schauspieler
Markus Hering – Verbrennungen (Hermile), Freier Fall (Erich) & Pool (Kein Wasser) (C) – Akademietheater/Burgtheater
Roland Koch – Die Probe (Franzeck) – Akademietheater/Burgtheater
Samuel Weiss – Harper Regan (Seth Regan & Mickey Nestor) – Salzburger Festspiele

### Beste Nebenrolle
André Pohl – Der jüngste Tag (Alfons) – Theater in der Josefstadt
Johannes Krisch – Freier Fall (Bertl) – Akademietheater/Burgtheater
Udo Samel – Motortown (Justin) – Akademietheater/Burgtheater

### Bester Nachwuchs
Sebastian Wendelin – Der junge Till (Sebastian) & I Furiosi (diverse Rollen) – Rabenhof Theater
Ewald Palmetshofer – wohnen.unter.glas (Autor) – Schauspielhaus (Wien)
Jette Steckel – Die Kaperer oder Reiß nieder das Haus und erbaue ein Schiff (Regie) – Schauspielhaus (Wien)

### Beste Off-Produktion

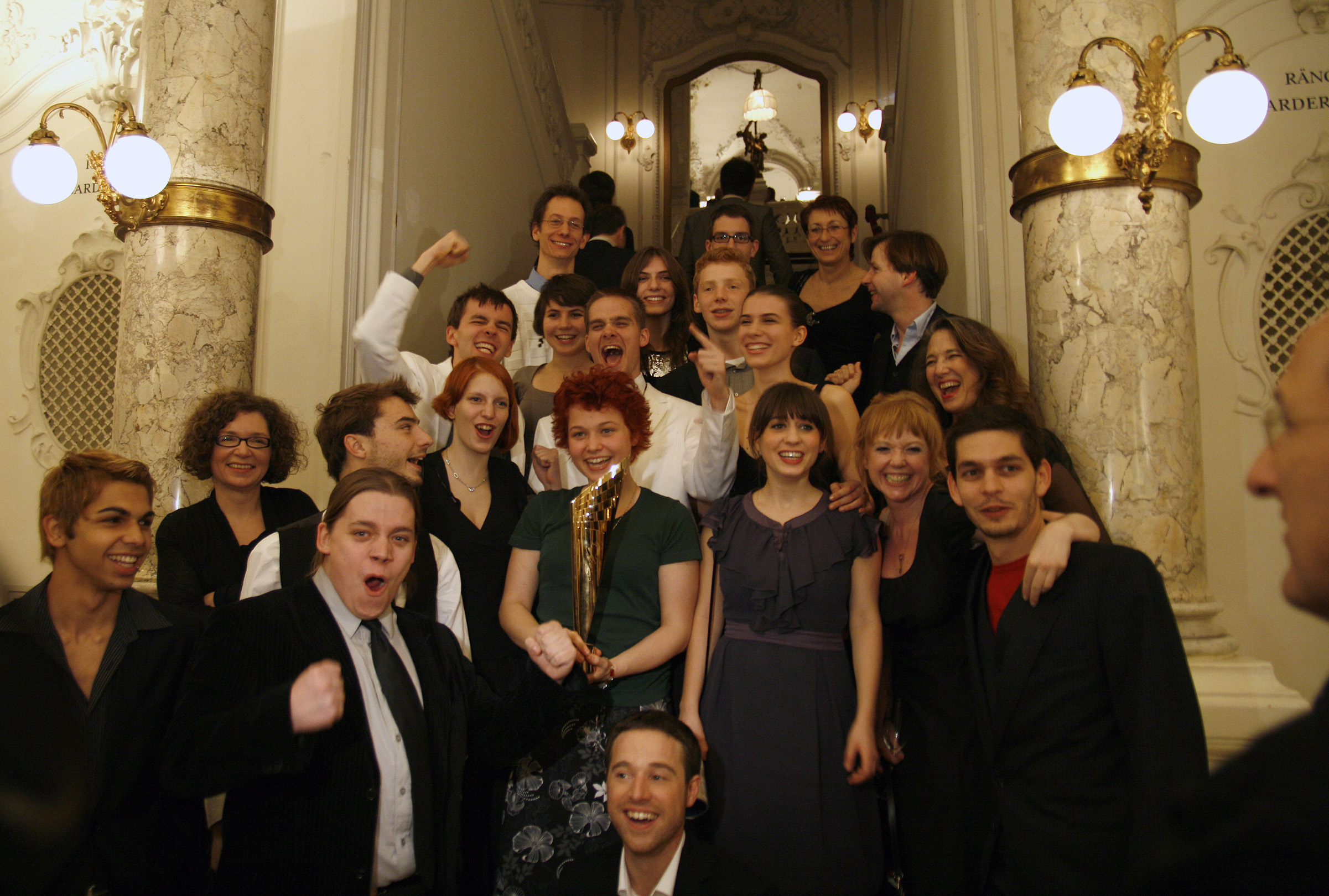
New Space Company und Dschungel Wien mit Volker Schmidt

Volker Schmidt – komA – New Space Company und Dschungel Wien

### Bestes Stück – Autorenpreis
Freier Fall – Gert Jonke – Akademietheater/Burgtheater

### Spezialpreis
Andreas Beck für den Neustart im Schauspielhaus (Wien)
Hans Escher und Bernhard Studlar für Roter Oktober (wiener wortstaetten)
Suse Wächter für ihre Gestaltung der Puppen in Go West – Eine Familie wandert aus (Schauspielhaus Graz)

### Lebenswerk
Peter Zadek
Laudator: Matthias Matussek